# 茨城県道121号河内竜ケ崎線
茨城県道121号河内竜ケ崎線（いばらきけんどう121ごう かわち りゅうがさきせん）は、茨城県稲敷郡河内町から龍ケ崎市に至る一般県道である。

## 概要
稲敷郡河内町生板（まないた）の茨城県道11号取手東線を道なりに分岐して西へ進み、龍ケ崎市南部の市街地を横断して関東鉄道竜ヶ崎駅前を経由し、龍ケ崎市役所前の茨城県道5号竜ヶ崎潮来線交点を終点とする延長約8キロメートル (km) の一般県道。経路の途中、茨城県道68号美浦栄線と一部重複する区間がある。

### 路線データ
- 起点：茨城県稲敷郡河内町大字源清田字広田3560番1地先（茨城県道11号取手東線交点）[1]
- 終点：茨城県龍ケ崎市寺後3646番地先（茨城県道5号竜ヶ崎潮来線交点＝市役所前交差点）[1]
- 総延長：8.136 km[2]
- 重用延長：0.094 km[2]
- 未供用延長：なし[2]
- 実延長：8.042 km[2]
- 自動車交通不能区間延長[注釈 1]：なし[2]

## 歴史

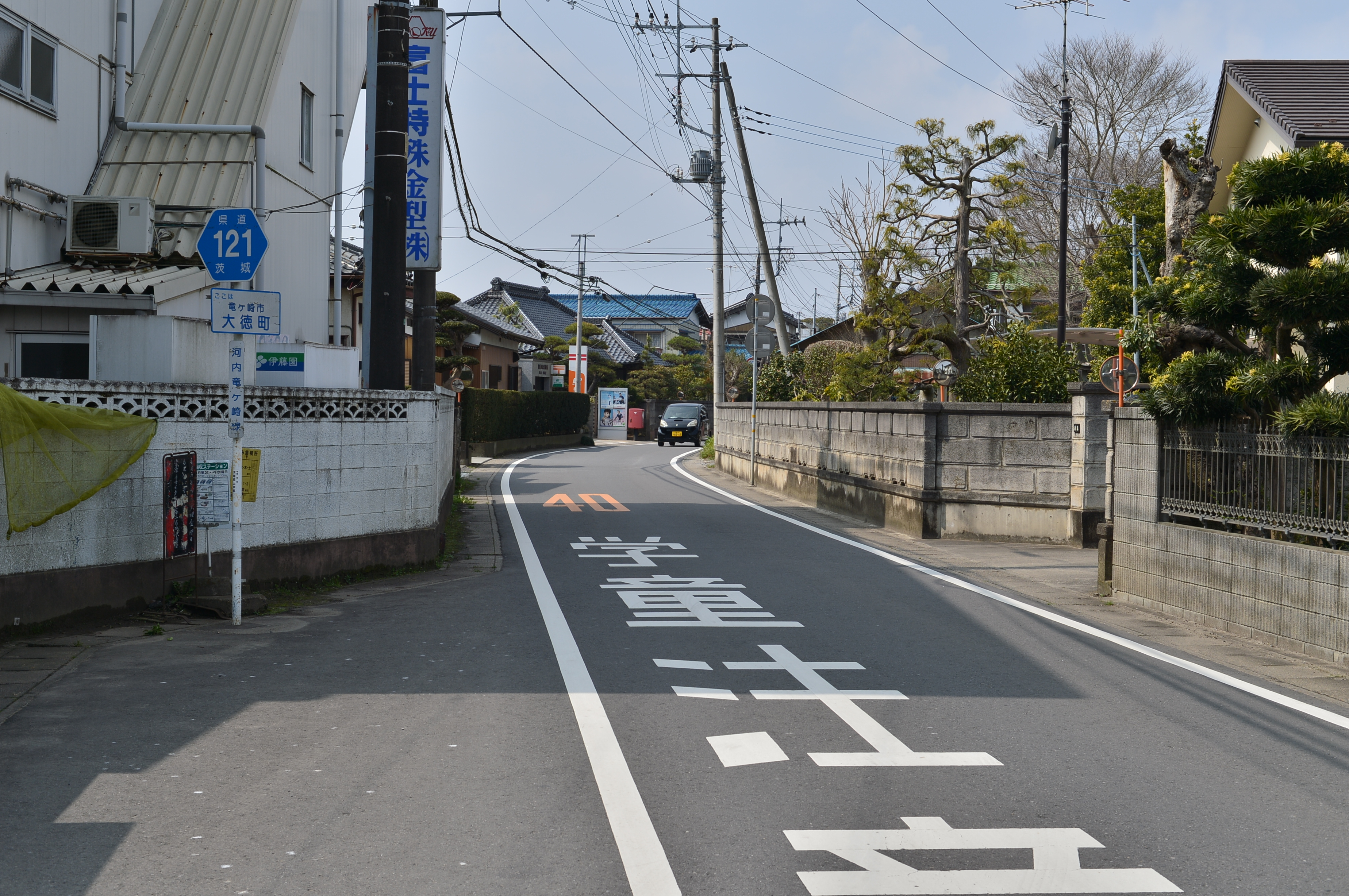
龍ケ崎市大徳町の2015年1月に指定解除された旧道。現在では標識は残されていない。（2016年3月撮影）

1982年（昭和57年）11月1日、本路線の前身にあたる県道東竜ケ崎線の一部が主要地方道（県道取手東線）への昇格に伴い、残存区間にあたる河内町生板から龍ケ崎市までの区間が本路線として認定された。1995年（平成7年）の整理番号の再編成により、整理番号121となり現在に至る。

### 年表
- 1979年（昭和54年）10月26日：前身にあたる県道東竜ヶ崎線（整理番号132）が路線認定される[3]。
- 1982年（昭和57年）11月1日：
  - 現在の路線である県道河内竜ケ崎線（整理番号132）として路線認定[4]。
  - 道路区域を、稲敷郡河内村大字源清田（主要地方道取手東線） - 竜ケ崎市寺後町（市役所前交差点）に指定[1]。
- 1995年（平成7年）3月30日：整理番号132から現在の番号（整理番号121）に変更[5]。
- 2002年（平成14年）10月31日：竜ケ崎市字姫宮 - 同市字寺後（竜ヶ崎駅前交差点）の区間を供用開始[6]。
- 2004年（平成16年）3月26日：龍ケ崎市字立野 - 同市字姫宮までバイパス（都市計画道路姫宮川余郷線）の一部（約0.2 km）が開通[7]。
- 2006年（平成18年）7月25日：龍ケ崎市字立野 - 同市字六斗蒔までのバイパス（都市計画道路姫宮川余郷線）の一部（約0.7 km）が開通[8][9]。
- 2007年（平成19年）11月22日：稲敷郡河内町大字生板 - 龍ヶ崎市大徳町の区間（3.621 km）をバイパス区域に決定[10]。
- 2011年（平成23年）11月21日：龍ケ崎市宮渕（主要地方道美浦栄線） - 同市大徳町（大徳交差点）まで河内竜ケ崎線バイパスの一部（約1.3 km）が開通[11]。
- 2012年（平成24年）7月24日：龍ケ崎市立野のバイパス（都市計画道路姫宮川余郷線）の一部（約700m）が開通[12][13]。
- 2014年（平成26年）3月20日：龍ケ崎市砂町（砂町交差点） - 同市米町（竜ヶ崎駅前交差点）までの旧道（1.304 km）が指定解除され龍ケ崎市道へ降格[14]。
- 2015年（平成27年）1月29日：龍ケ崎市大徳町（県道68号 - 市街地）の旧道（1.293 km）が龍ケ崎市道に降格。市街地の新道を延長し、龍ケ崎市大徳町（市街地 - 大徳交差点・県道5号）の471 mを編入[15]。
- 2021年（令和3年）3月25日：龍ケ崎市宮渕町地内の一部を供用開始[16]。
- 2024年（令和6年）2月19日：稲敷郡河内町生板（県道68号交点） - 梶内交差点 - 龍ケ崎市大徳町の旧道（1.881 km）[注釈 2]が、移管により県道の指定を解除[17]。

### 過去に指定されていた旧道

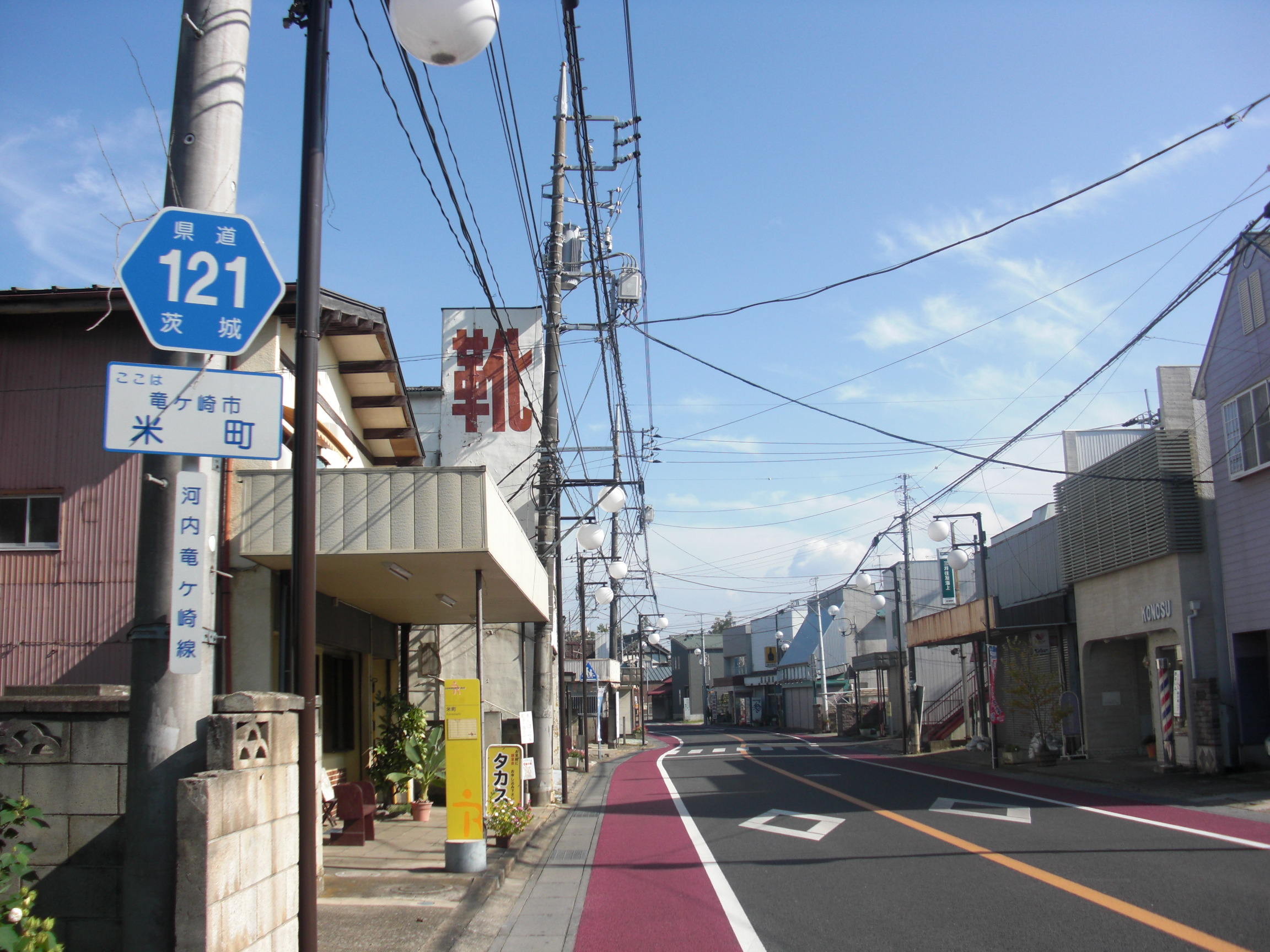
2014年3月に指定解除されるまで、本路線に指定されていた龍ケ崎市米町の旧道区間

- 稲敷郡河内町生板 - 果時内交差点 - 龍ケ崎市大徳町（県道68号（旧道）交点 - 現道交点〈守屋菓子店前〉：3.3 km）
河内竜ケ崎線バイパスの部分開通により、2015年1月に龍ケ崎市に移管、2024年2月に河内町・龍ケ崎市に移管された区間。美浦栄線との重用区間だった。
- 茨城県龍ケ崎市下町（砂町交差点） - 茨城県龍ケ崎市米町（竜ヶ崎駅前交差点）：1.3 km
龍ケ崎市立野のバイパス（都市計画道路姫宮川余郷線）の部分開通により、2014年3月に龍ケ崎市に移管された。

## 路線状況
道路法の規定に基づき、稲敷郡河内町源清田（主要地方道取手東線交差） - 同町幸谷（主要地方道竜ヶ崎潮来線交差）間および、龍ケ崎市大徳町（主要地方道美浦栄線交差） - 同（主要地方道竜ヶ崎潮来線交差）間は、緊急輸送道路として機能を維持するため、災害発生時の被害拡大防止を目的に道路用地内に電柱を建てることが制限されている。

### バイパス
- 県道河内竜ケ崎線バイパス
茨城県稲敷郡河内町から同県龍ケ崎市に至る、延長約3.2 km、幅員11.5 m（車道部6.5 m/2車線）のバイパス。現道北側の田園地帯を現道と平行に並走し、茨城県道68号美浦栄線と茨城県道5号竜ヶ崎潮来線（大徳交差点）に接続し、本バイパス道の中間地点で県道美浦栄線バイパスと交差する。龍ケ崎市宮渕町から大徳町までの区間については、現道の幅員が狭く歩道もないため、円滑で安全な道路整備を目的として、河内町生板地内の県道美浦栄線の現道から龍ケ崎市の県道竜ヶ崎潮来線までの約3.2 km区間においてバイパス整備を進めている[19]。2011年（平成23年）に県道美穂栄線バイパス交点（久夫交差点）から西側の大徳交差点まで1.3 km区間が2車線にて供用開始された（同日、県道美浦栄線バイパスも同時部分開通した）[11]。2021年（令和3年）9月、河内町生板地内の約850 m区間が供用開始され、全線供用となった[19]。
- 都市計画道路 姫宮川余郷線
龍ケ崎市街地の南部（立野地区）を通る、都市計画道路昭和通り線から都市計画道路下地内出し山線までの1,418 m区間を東西に結ぶ2車線の幹線道路。この地区の住宅密集地の道路幅員を拡幅して防災機能強化と災害時緊急経路の確保を目的に平成2年度に都市計画化された。平成3年度からバイパス事業として整備が始まり、平成18年7月に西側の一部区間約710 mを供用開始[9]。平成24年7月に残る区間約700 mの整備完了により全線を供用した[13]。

### 重複区間
- 茨城県道68号美浦栄線（稲敷郡河内町生板地内）

### 道路施設
- 浄玄橋（新利根川、河内町）

## 地理
利根川下流低地にある極めて平坦な道路で、龍ケ崎市街地を除き、沿線には水田風景が広がる。河内町境界から龍ケ崎市街地にかけて、沿道に古くから集落が密集する狭小区間となり、線形も悪く見通しが悪い。

### 通過する自治体
- 茨城県
  - 稲敷郡河内町 - 龍ケ崎市

### 交差する道路
- 茨城県道68号美浦栄線（河内町生板）※重複
- 茨城県道337号竜ケ崎停車場線（龍ケ崎市米町 竜ヶ崎駅前交差点）

### 沿線
- 新利根川
- 関東鉄道竜ヶ崎線竜ヶ崎駅